# Sanatorio Bellevue
Il sanatorio Bellevue è stato un sanatorio psichiatrico privato, sito in Kreuzlingen, dal 1857 al 1980. La clinica è stata gestita dalla famiglia Binswanger per quattro generazioni.

## Era di Ludwig Binswanger (senior)

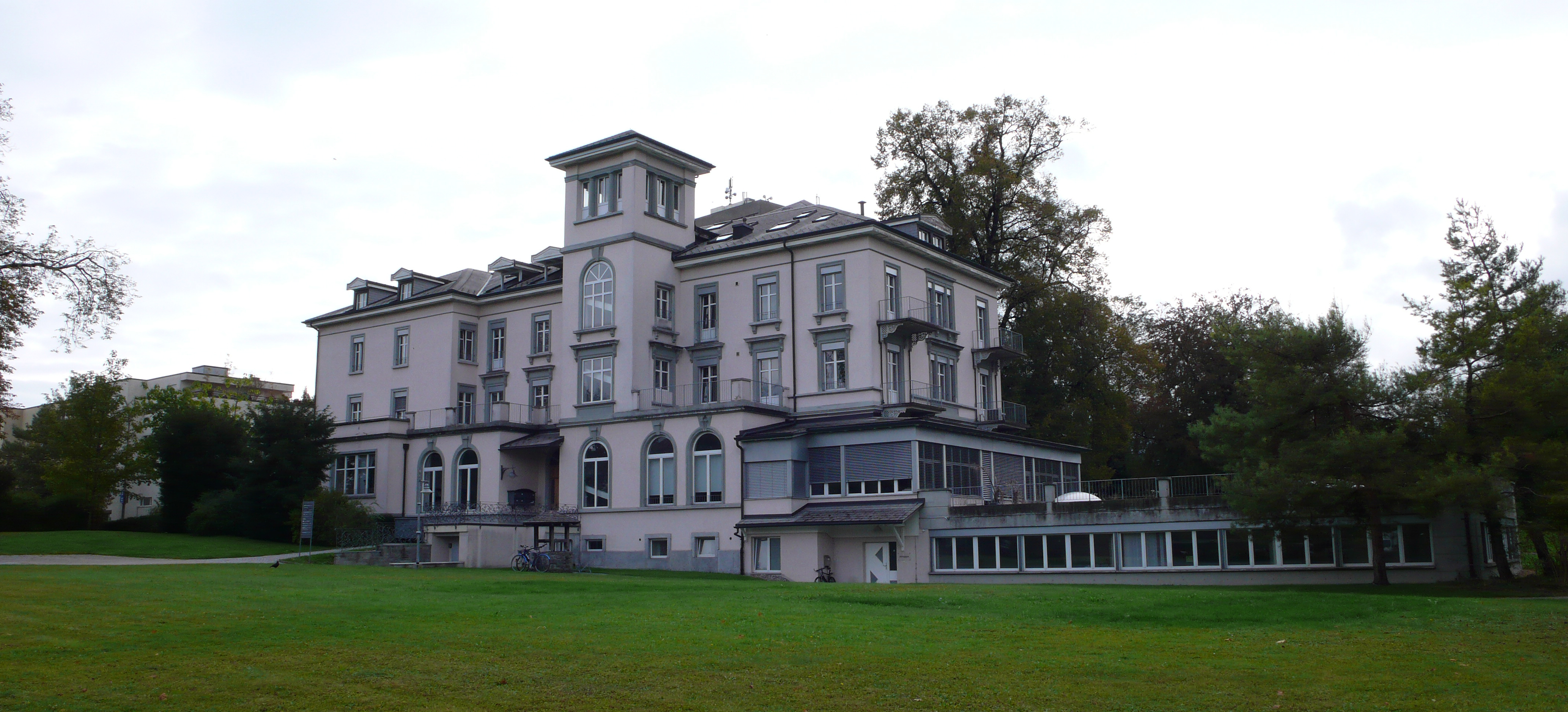
Il sanatorio Bellevue.

Nel 1857 Ludwig Binswager, che dal 1850 era direttore del manicomio della vicina Münsterlingen, rilevò la proprietà esistente dal 1842 e aprì un istituto privato per malati mentali provenienti dalle famiglie più agiate della Svizzera e dell'estero. La clinica divenne presto molto popolare e, sotto la guida della famiglia Binswanger, rimase una struttura di cura e ricerca per i successivi 124 anni, fornendo importanti impulsi per l'ulteriore sviluppo della psichiatria, nella scienza teorica e nella pratica.

## Era di Robert Binswanger
Dopo la morte di Ludwig Binswanger, suo figlio Robert assunse la direzione del sanatorio, che sotto la sua egida fu ampliato e acquisì un'ottima reputazione internazionale. Molti importanti psichiatri hanno ricevuto la loro formazione in questa clinica
La clientela proveniva da famiglie benestanti dalla nobiltà tedesca, russa e italiana. Josef Breuer di Vienna, collaboratore di Sigmund Freud, indirizzò a Binswanger la sua famosa paziente Anna O. (Bertha Pappenheim), la prima paziente in assoluto ad essere trattata secondo il metodo psicoanalitico.
In qualità di psichiatra, Binswanger si affidava da un lato a terapie fisiche sotto forma di terapie nutrizionali, idroelettriche e farmacologiche, e dall'altro alla comunità terapeutica. Come suo padre, Robert Binswanger viveva con la sua famiglia a stretto contatto con i malati.

## Era di Ludwig Binswanger
Quando Robert Binswanger morì nel 1910, suo figlio Ludwig assunse la direzione del sanatorio. Aveva studiato e lavorato come assistente con Eugen Bleuler a Burghölzli e a Zurigo, e ancora con lo zio Otto Binswanger a Jena. Nel 1907 fu presentato a Sigmund Freud da Carl Gustav Jung, con il quale rimase legato fino alla morte. 
Ludwig Binswanger è conosciuto come il fondatore di Daseinanalysis, una sintesi di psicoanalisi e filosofia esistenziale. Numerosi artisti e scienziati come il pittore Ernst Ludwig Kirchner, il ballerino Vaclav Fomič Nižinskij, il poeta Semën Ljudvigovič Frank, l'attore e regista Gustaf Gründgens o l'antropologo culturale Aby Warburg furono suoi pazienti. Ludwig Binswanger era eccezionalmente istruito, gli piaceva leggere Omero in lingua originale ed era in vivace corrispondenza e in contatto personale con colleghi e grandi menti del suo tempo come Karl Jaspers, Oskar Kohnstamm, Edmund Husserl, Max Scheler, Kurt Goldstein, Martin Buber, Werner Bergengruen, Leonhard Frank, Rudolf Alexander Schröder, Edwin Fischer ed Henry van de Velde.

## Era di Wolfgang Binswanger
Nel 1956 Ludwig Binswanger cedette la direzione della clinica a suo figlio Wolfgang (1914–1993), l'ultimo Binswanger di Bellevue. Nel 1980, Wolfgang ha cessato di gestire il sanatorio per motivi finanziari. Un archivio dal nome archivio Binswanger, contenente fascicoli amministrativi e lasciti parziali della famiglia Binswanger, è conservato negli archivi dell'università di Tubinga dal 1986.
Dei numerosi edifici che costituivano l'ex complesso di Bellevue, solo pochi sono stati restaurati e convertiti. L'ex edificio principale di Bellevue ora ospita uffici. L'edificio originale ospita ora la Bellevue vein clinic, una clinica privata specializzata in malattie venose. La parte principale dell'area è stata utilizzata per la costruzione di un complesso residenziale negli anni '90.